# Albany (New York)

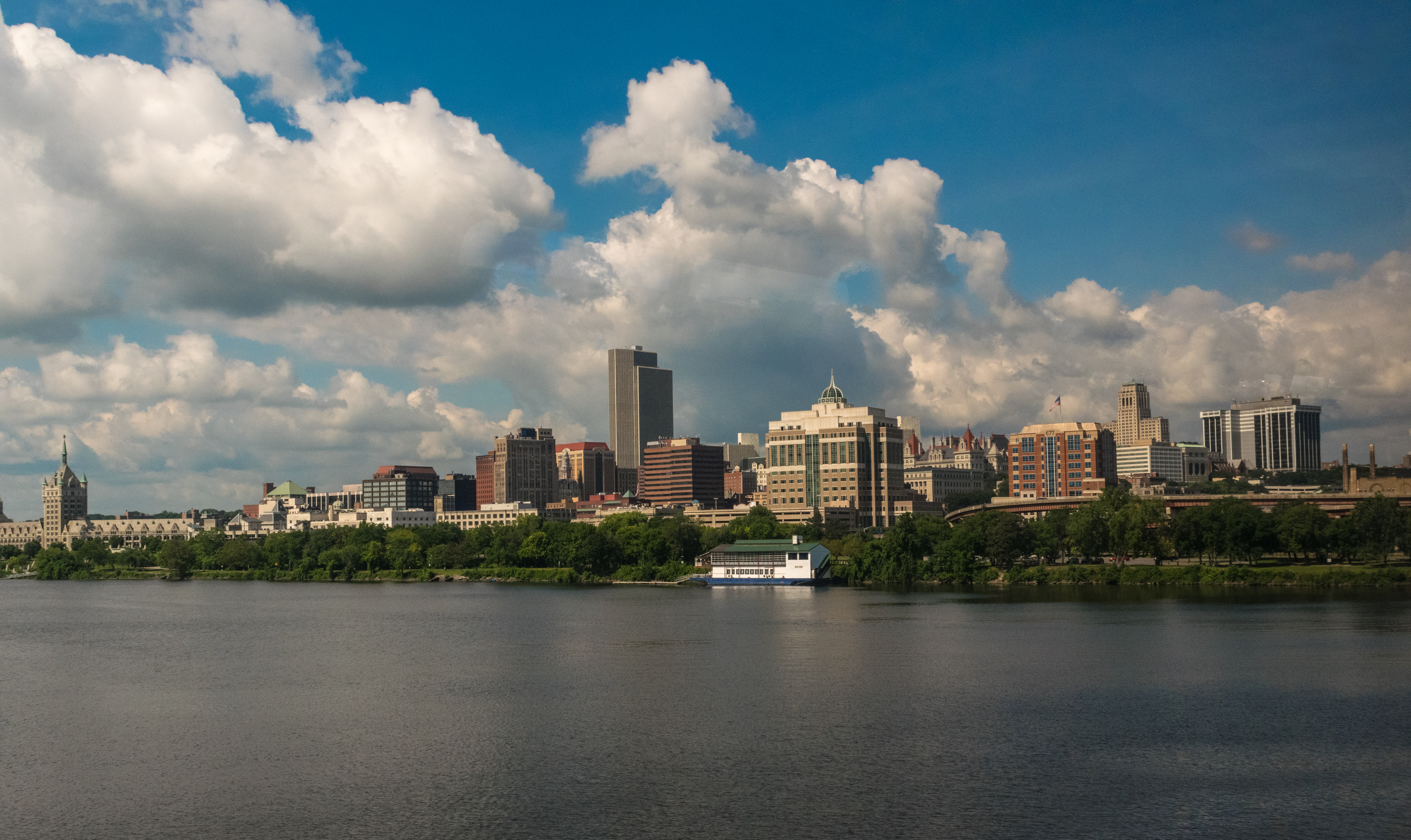
Albany am Hudson

Albany [ˈɔːlbəniː] ist die Hauptstadt des US-Bundesstaates New York und Verwaltungssitz des Albany County. Laut der letzten Volkszählung im Jahr 2020 hatte die Stadt 99.224 Einwohner.

## Geographie
Albany liegt im Nordosten der Vereinigten Staaten nahe der Mündung des Mohawk River in den Hudson River und 240 Kilometer nördlich der Metropole New York City.

### Nachbargemeinden
Albany bildet zusammen mit den nahegelegenen Städten Cohoes, Troy, Watervliet und Schenectady den Capital District.

### Klima
|                       | Jan   | Feb   | Mär  | Apr  | Mai  | Jun  | Jul  | Aug  | Sep  | Okt  | Nov  | Dez  |   |       |
| Mittl. Tagesmax. (°C) | −1,0  | 0,7   | 6,7  | 14,2 | 20,9 | 26,1 | 28,9 | 27,4 | 22,9 | 16,6 | 9,3  | 1,6  | ⌀ | 14,6  |
| Mittl. Tagesmin. (°C) | −11,7 | −10,1 | −4,2 | 1,7  | 7,4  | 12,6 | 15,3 | 14,3 | 9,7  | 3,7  | −0,7 | −7,7 | ⌀ | 2,6   |
|                       |       |       |      |      |      |      |      |      |      |      |      |      |   |       |
| Niederschlag (mm)     | 59,9  | 57,7  | 74,4 | 75,9 | 86,6 | 91,9 | 80,8 | 88,1 | 74,9 | 71,9 | 82,0 | 74,4 | Σ | 918,5 |
|                       |       |       |      |      |      |      |      |      |      |      |      |      |   |       |
| Regentage (d)         | 8,1   | 7,2   | 8,4  | 8,7  | 10,2 | 9,3  | 8,1  | 8,5  | 7,4  | 6,8  | 9,7  | 9,3  | Σ | 101,7 |

| −11,7 |

| −10,1 |

| −4,2 |

| 1,7 |

| 7,4 |

| 12,6 |

| 15,3 |

| 14,3 |

| 9,7 |

| 3,7 |

| −0,7 |

| −7,7 |

| −11,7 |

| −10,1 |

| −4,2 |

| 1,7 |

| 7,4 |

| 12,6 |

| 15,3 |

| 14,3 |

| 9,7 |

| 3,7 |

| −0,7 |

| −7,7 |

## Einwohnerentwicklung
| Jahr | Einwohner |
| ---- | --------- |
| 1980 | 101.727   |
| 1990 | 101.082   |
| 2000 | 94.952    |
| 2010 | 95.658    |
| 2020 | 99.224    |

## Geschichte

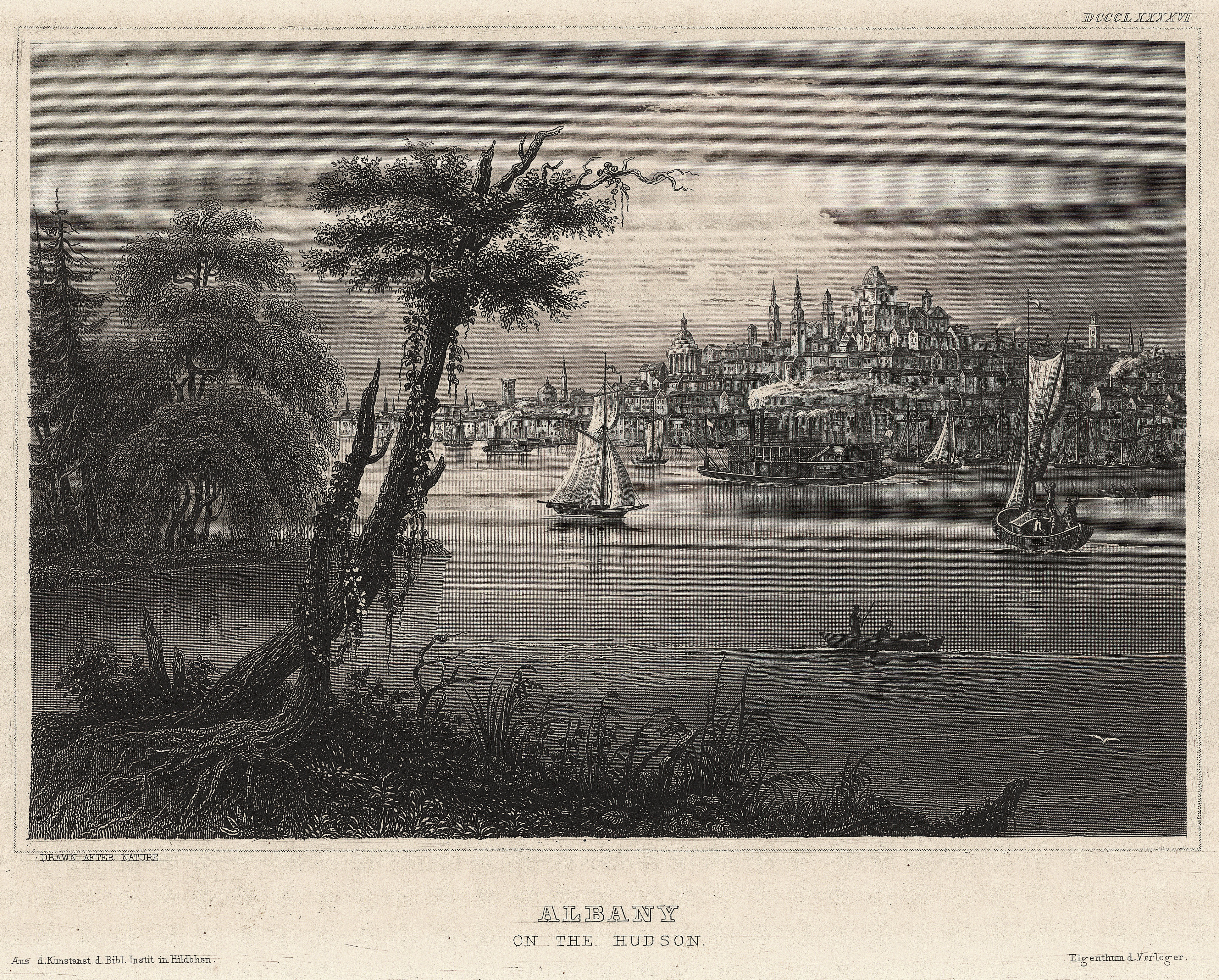
Albany Mitte des 19. Jh.

Die europäische Besiedlung des Gebiets begann 1614 mit dem Bau des niederländischen Forts Nassau, das nach vier Jahren aufgegeben wurde. 1624 wurde es durch Fort Oranje ersetzt, das westlich der heutigen Dunn Memorial Bridge lag und die Aufgabe hatte, den Pelzhandel zu sichern. Fort Oranje war die erste dauerhafte Siedlung der Kolonie Neu-Niederlande. Mit der Zeit entwickelte sich Fort Oranje zu einem Handelsposten für Pelze, und so gründete Pieter Stuyvesant im Jahr 1652 die Siedlung Beverwyck. Als die Engländer 1664 die Kolonie Neu-Niederlande eroberten, änderten sie die Namen der Siedlungen. Zu Ehren des Herzogs von York und Albany wurde aus Nieuw Amsterdam New York und aus Beverwyck Albany. Ab 1685 gehörte die Siedlung zur britischen Kronkolonie New York. Mit der Dongan Charta erhielt Albany im Jahr 1686 das Stadtrecht.
Im Jahr 1754 wurde der Albany-Kongress abgehalten, aus dem eine Notstandsregierung hervorging, um die Stadt gegen die Franzosen verteidigen zu können.
Als sich die britischen Kolonien im Amerikanischen Unabhängigkeitskrieg 1775 vom Mutterland losgesagt hatten, wurde das Gebiet der Kolonie New York zunächst von britischen Truppen besetzt. Die Hauptstadt der Kolonie, Kingston, wurde niedergebrannt. 1786, fünf Jahre nach Ende des Krieges, trat die Kolonie den Vereinigten Staaten bei. Albany wurde anstelle des zerstörten Kingston 1797 Hauptstadt des Staates New York.
1807 begann die Dampfschifffahrt auf dem Hudson zwischen Albany und New York City. Ab 1819 war die Stadt über den Eriekanal mit den Großen Seen Nordamerikas verbunden.
Mit der Eröffnung der ersten Eisenbahnstrecke im New York State, die Albany und Schenectady verband, begann 1831 in Albany das Eisenbahnzeitalter. Die ebenfalls 1831 in New York gebaute Lokomotive DeWitt Clinton, die erste Dampflokomotive des Bundesstaates, benötigte damals für die Strecke von Albany nach Schenectady 46 Minuten.

## Kultur und Sehenswürdigkeiten

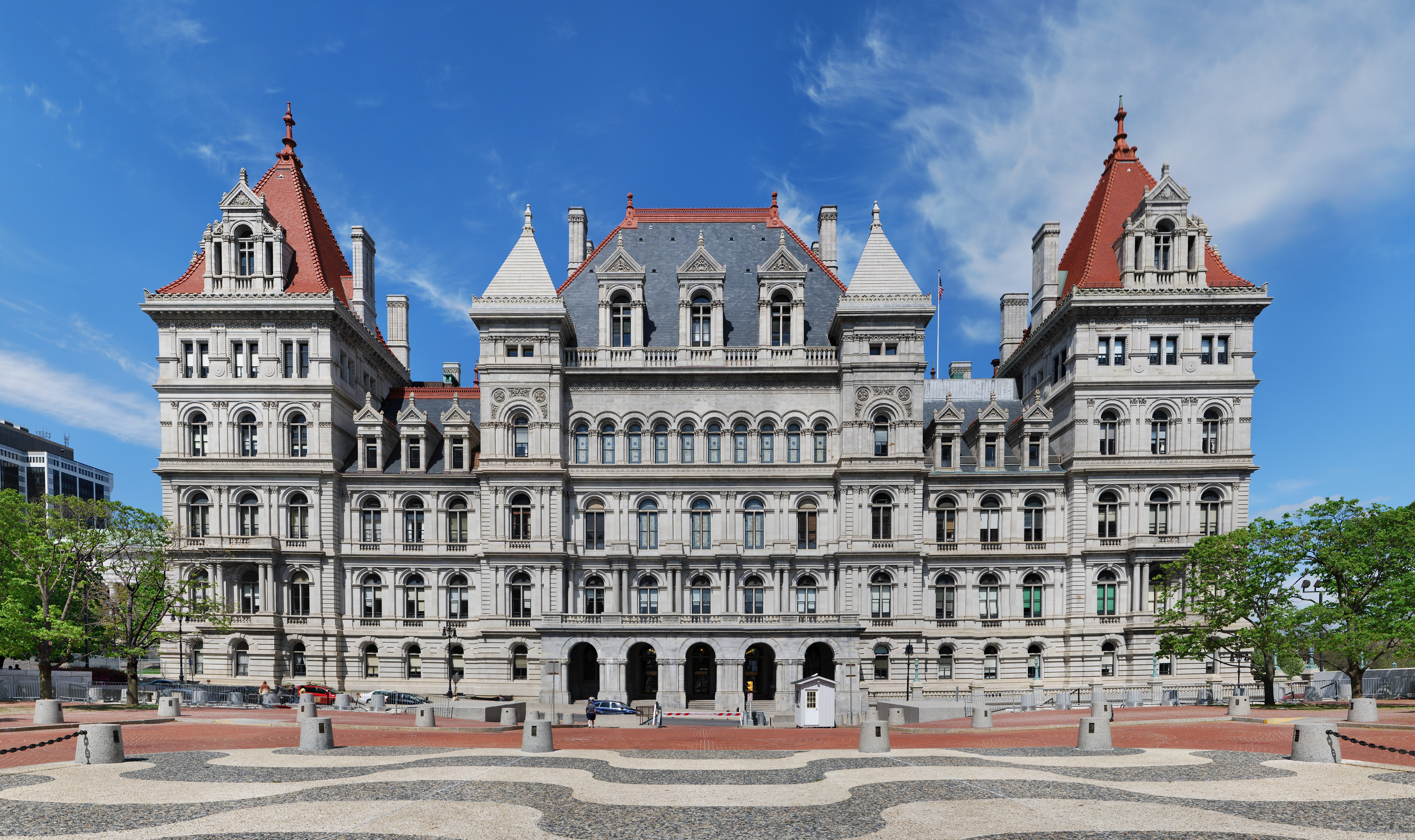
New York State Capitol

- 600 Broadway

In diesem Gebäude waren die Büros der United Traction Company, der Betreiberin der Straßenbahnen von Albany, untergebracht. Das Gebäude wurde 1900 fertiggestellt. Der Architekt Marcus T. Reynolds entwarf es im Beaux-Arts-Stil.
- Academy Park

Der Academy Park ist nach der Albany Academy benannt, der Schule, die ursprünglich das Gebäude im Zentrum des Parks nutzte. Das Gebäude ist heute offiziell als Joseph Henry Memorial bekannt. Benannt ist es nach dem bekanntesten Professor der Akademie, der hier mit der Entdeckung der magnetischen Selbstinduktion Pionierarbeit für die Entwicklung von Telegraph, Elektromotor und Telefon leistete. Jetzt befindet sich die Verwaltung des City School District of Albany in diesem Gebäude.
- Rathaus Albany City Hall

Albanys Rathaus wurde zwischen 1880 und 1883 nach einem Entwurf von Henry Hobson Richardson gebaut. The Carillon (Glockenspiel) von 1927 ist das erste kommunale Glockenspiel in den Vereinigten Staaten und enthält 60 Glocken. Es wird noch heute gespielt. Die Statue vor dem Rathaus stellt den General Philip Schuyler dar, dessen Villa (Mansion) sich in Albany befindet. Schuyler war Generalquartiermeister des Northern Department der Continental Army während der Amerikanischen Revolution.
- Albany County Courthouse

Das 1916 fertiggestellte Gerichtsgebäude ist ein neoklassizistischer Bau aus Granit und Kalkstein. Errichtet an einem Hang, hat es vier Etagen an der Vorderseite des Gebäudes und sechs auf der Rückseite.
- Albany Heritage Area Visitors Center

Das Besucherzentrum besteht aus zwei historischen Gebäuden: der ehemaligen Albany Pumpstation, die in den 1870er Jahren, sowie einem ehemaligen Stadthaus, das im Jahre 1852 erbaut wurde. Das Wasser wurde aus dem Hudson River ins Pumpwerk gepumpt, wo es gefiltert und in das Bleecker Reservoir weitergepumpt wurde. In den 1980er Jahren wurde dieses historische Viertel und die Gegend, die als Quackenbush Square bekannt ist, saniert. Das ehemalige Stadthaus und ein Teil der Pumpstation wurden die Heimat des Albany Visitor Center.
- Clinton Square

Der Clinton Square wurde nach Gouverneur DeWitt Clinton, dem Geldgeber des Eriekanals, benannt. Der Kanal verband die Gewässer des Eriesees im Westen mit dem Hudson River im Osten und hierdurch weiter mit dem Atlantik. Heute besteht das New Yorker Kanalsystem aus dem Erie-, dem Champlain-, dem Oswego- und dem Cayuga-Seneca-Kanal. Im Osten des Clinton Square befindet sich eine Häuserzeile, die 1832 in Federal-Style-Architektur erbaut wurde. Im rechten Haus dieser Zeile hat Herman Melville, Autor des Klassikers „Moby-Dick“, zwischen 1830 und 1838 einen Teil seiner Jugend verbracht.
- Hudson River Way

Der Hudson River Way ist ein Fußgängerweg, der Albanys historische Innenstadt mit den Ufern des Hudson River verbindet. Eines der wichtigsten Merkmale auf der Brücke ist die Darstellung von Albanys Geschichte durch eine Reihe von Gemälden.
- James T. Foley US Courthouse

Das James-T.-Foley-Gerichtsgebäude wurde im Jahre 1934 eröffnet und diente ursprünglich als Postamt, Gerichtsgebäude und Zollhaus. Die Räumlichkeiten werden noch heute durch Behörden sowie als Gerichtsgebäude genutzt. Das Gebäude ist ein hervorragendes Beispiel für Art-déco-Design, das modernes Design mit kunstvollen dekorativen Details enthält. Fast 2,5 Meter große Adler, aus einem 17 Tonnen schweren Vermont-Marmorblock gehauen, stehen hoch oberhalb der beiden Haupteingänge. Ein Fries umgibt das Gebäude, welcher die Aktivitäten von Post, Zoll und Gerichten zeigt.
- Kenmore Hotel

Das Kenmore Hotel wurde zwischen 1876 und 1878 gebaut und war eines der feinsten in Albany. Der Nachtclub des Hotels, The Rainbow Room, präsentierte Big Bands auf deren Vorstellungstouren und war ein beliebter Aufenthaltsort des Gangsters und Schmugglers Legs Diamond. Das Kenmore wurde renoviert und in den 1980er Jahren in Büros umgebaut.
- New York State Capitol

Das zwischen 1867 und 1899 errichtete Gebäude ist Sitz des Parlaments des Staates New York.
- Quackenbush House

Das Quackenbush-Haus ist nach der Familie benannt, deren Heim es fast 150 Jahre lang war. Peter Quackenbush, ein erfolgreicher Ziegelhersteller, war das erste Familienmitglied, das aus Holland in diese Gegend kam. Das Quackenbush-Haus ist das zweitälteste Gebäude in niederländischem Architekturstil, das noch heute in Albany steht. Der in den 1730er Jahren gebaute ursprüngliche Teil des Gebäudes, der zur Broadway Street zeigt, kann aus Ziegeln einer Ziegelei gebaut worden sein, die sich auf dieser Seite des Gebäudes befindet. Der hintere Teil des Gebäudes ist Federal-Style-Architektur aus dem späten 18. Jahrhundert.
- St. Mary’s Church

Der heutige Bau ist die dritte St.-Marys-Kirche. Sie wurde im Jahr 1869 geweiht. Als die St.-Marys-Gemeinde im Jahre 1796 gegründet wurde, war sie nach der St. Peter’s Church in Lower Manhattan die zweitälteste römisch-katholische Pfarrei im Staat New York. Die Wetterfahne an der Spitze des Glockenturms zeigt den Erzengel Gabriel. Im Inneren der Kirche befinden sich Fresken von italienischen Künstlern aus der Zeit von 1891 bis 1895.
- St. Peter’s Church

Anglikanische Gottesdienste fanden in Albany seit dem Jahr 1708 statt, zunächst vor allem für britische Soldaten. Der Bau der heutigen St.-Peter’s-Kirche wurde 1860 abgeschlossen. Besonders bemerkenswert sind drei Wasserspeier an der Außenseite des Glockenturms, jeder mit einem Gewicht von drei Tonnen, die jeweils 2,4 Meter über die Mauern des Turms hinausragen. Das Innere der Kirche ist mit Werken von führenden Künstlern der Zeit dekoriert, einschließlich der von der Firma Tiffany entworfenen Rosette über dem Eingang von der State Street.
- State Street Banks

Das Wachstum der Banken in Albany im frühen 19. Jahrhundert beruhte auf dem Aufschwung der Stadt in Handel und Transport und dem Standort der Landesregierung. Banken säumten beidseitig die State Street in ihrer prächtigen Architektur. Albany ist immer noch ein wichtiges regionales Finanzzentrum. Besonders erwähnenswert ist 69 State Street, der ursprüngliche Sitz der New York State Bank. Die Fassade des ursprünglichen Gebäudes wurde 1803 errichtet. Dieses Gebäude ist das älteste Bankgebäude in der Stadt Albany und das älteste Gebäude in den Vereinigten Staaten, das als Bankhaus errichtet und kontinuierlich als solches genutzt wurde.
- State University of New York (SUNY)

Die ehemaligen Büros der Verwaltung der Delaware und Hudson Railroad werden nun von der State University of New York genutzt. Das neogotische Gebäude wurde zwischen 1914 und 1918 zu einer Zeit gebaut, als Albany ein geschäftiger Binnenhafen sowie ein wichtiger Eisenbahnknotenpunkt war. Die kupferne Wetterfahne an der Spitze des zentralen Turms ist eine Replik von Henry Hudsons Schiff Half Moon. Rechts im SUNY-Gebäude befindet sich der ehemalige Fahrkartenschalter der Hudson River Day Line, einer der erfolgreichsten Passagierdampfer-Linien Amerikas, die im Linienverkehr zwischen Albany und New York City verkehrte.
- Steuben Street

Die Straße wurde nach dem deutsch-amerikanischen General Friedrich Wilhelm von Steuben benannt. An der Ecke der Steubenstraße/North Pearl Street steht der Steuben Athletic Club, ehemals Sitz des YMCA. Die Architekten dieses Gebäudes, Fuller und Wheeler aus Albany, wurden national als Spezialisten für Bauwerke diese Art bekannt und wurden beim Bau der YMCA-Zentrale in der französischen Hauptstadt Paris um Beratung gebeten. Die weiße Linie am Anfang der Steubenstraße kennzeichnet den Verlauf des schützenden Palisadenrings, der einst Albany umgab. Das Kopfsteinpflaster der Steubenstraße besteht aus Steinen, die im 19. Jahrhundert auf Schiffen als Ballast in den Hafen von Albany gebracht wurde.
- The Court of Appeals

Das Berufungsgericht ist das höchste Gericht im Staat New York und wurde 1842 im Stil der griechischen Renaissance fertiggestellt. Der Gerichtssaal, von dem Architekten Henry Hobson Richardson konzipiert, ist aus geschnitztem Eichenholz und wurde von seinem ursprünglichen Standort im New York State Capitol in das Gebäude verlegt.
- The Empire State Plaza

Die Empire Plaza war die Vision des Gouverneurs Nelson A. Rockefeller. Sie ersetzte 40 frühere Blocks. Im Außenbereich befinden sich drei Parkplatzebenen und ein Treffpunkt mit Geschäften und Cafeterias. Alle Gebäude auf der Plaza, außer dem runden in der Mitte des Platzes stehenden Zentrum für darstellende Künste, auch als The Egg bezeichnet, sind mit Marmor verkleidet. Corning Tower ist ein 42 Stockwerke hohes Gebäude und das höchste auf dem Platz. Es ist nach Albanys langjährigem Bürgermeister Erastus Corning benannt. Auf der 42. Etage befindet sich ein Aussichtsbereich. Eine Sammlung moderner Kunst, das New York State Museum, Bibliothek und Archiv sowie ein Kongresszentrum sind auch an der Empire State Plaza untergebracht.
- The First Church

Die Gemeinde der First Church in Albany, Teil der Reformierten Kirche in Amerika, wurde 1642 gegründet. Es ist die zweitälteste Gemeinde im Staat New York. Das heutige Gebäude, das vierte an diesem Platz, wurde 1798 nach dem Entwurf des renommierten New Yorker Architekten Philip Hooker errichtet. Die Sanduhr-Kanzel im Inneren des Altarraums der Kirche ist die älteste Kanzel in den Vereinigten Staaten und wurde im Jahre 1656 aus Holland importiert. Zu sehen sind auch die Gründungsurkunde Charter of Incorporation aus dem Jahr 1720, der Wetterhahn der vorherigen „Blockhaus“-Kirche und das Sarah-Faye-Sumners-Memorial-Fenster, das das Werk von Louis Comfort Tiffany ist.
- The Palace Theatre

Das Palace Theater eröffnete 1931 als eines der Juwelen der RKO Kinokette, mit einer Bühne für Live-Bühnenshows zwischen den Spielfilmen. Nachdem es das Aufkommen des Tonfilms überlebt hatte, wurde es bis nach dem Zweiten Weltkrieg das führende Kino der Stadt. Das Theater ist heute ein Veranstaltungsort der darstellenden Künste und ist die Heimat des Albany Symphony Orchestra.
- Tricentennial Park

Der Tricentennial Park wurde 1986 zum dreihundertjährige Bestehen der Stadt eingeweiht. Die Statue in der Mitte des Parks stellt das Stadtsiegel von Albany und die Geschichte von Handel und Gewerbe dar. Das Wort „Assiduity“ im Mittelpunkt der Statue bedeutet „Fleiß“ und „Sorgfalt“ und soll die Eigenschaften der ursprünglichen Kolonisten der Stadt im Laufe der fast 400-jährigen Geschichte von Albany charakterisierten. Der Tricentennial Park beherbergt auch eine Gedenkstätte für den ehemaligen Bürgermeister von Albany, Thomas M. Whalen III.
- Union Station

Die Union Station diente ursprünglich als Bahnhof für die New York Central and Hudson River Railroad, die Boston and Albany Railroad, und die Delaware and Hudson Railway. In dem Bahnhof kamen im Jahr 1900 96 Züge pro Tag an, während des Zweiten Weltkriegs waren es bis zu 121 pro Tag. Mit der Einstellung des Personenverkehrs wurde der Bahnhof 1968 geschlossen.

### National Register of Historic Places
Mehrere Bauwerke und historische Distrikte in Albany sind in das National Register of Historic Places eingetragen:
| Ref.-nummer | Bezeichnung                                                    | Adresse | Name der MPS                                       | Eintragungsdatum |
| ----------- | -------------------------------------------------------------- | --- | -------------------------------------------------- | ---------------- |
| 80002577    | Abrams Building                                                | 55–57 S. Pearl St. |                                                    | 14. Feb. 1980    |
| 71000515    | Albany Academy                                                 | Academy Park |                                                    | 18. Feb. 1971    |
| 72000812    | Albany City Hall                                               | Eagle St. an der Maiden Lane |                                                    | 4. Sep. 1972     |
| 76001202    | Albany Institute of History and Art                            | 135 Washington Ave. |                                                    | 12. Juli 1976    |
| 71000516    | Albany Union Station                                           | Ostseite des Broadway zwischen Columbia und Steuben St.                                                                                |                                                    | 18. Feb. 1971    |
| 79001564    | Arbor Hill Historic District-Ten Broeck Triangle               | unregelmäßige Fläche entlang der Ten Broeck St. zwischen Clinton Ave. und Livingston Ave.                                              |                                                    | 25. Jan. 1979    |
| 84003865    | Arbor Hill Historic District-Ten Broeck Triangle (Erweiterung) | um den Ten Broeck Pl., 1st, 2nd und Swan St.                                                                                           |                                                    | 29. Sep. 1984    |
| 82003342    | Benjamin Walworth Arnold House and Carriage House              | 465 State St. und 307 Washington Ave.                                                                                                  |                                                    | 26. Juli 1982    |
| 87002300    | Broadway–Livingston Avenue Historic District                   | Broadway und Livingston Ave. |                                                    | 7. Jan. 1988     |
| 87002180    | Buildings at 744–750 Broadway                                  | 744–750 Broadway |                                                    | 17. Dez. 1987    |
| 08000094    | Calvary Methodist Episcopal Church                             | 715 Morris St. |                                                    | 28. Feb. 2008    |
| 74001213    | Cathedral of All Saints                                        | S. Swan St. |                                                    | 25. Juli 1974    |
| 76001203    | Cathedral of the Immaculate Conception                         | 125 Eagle St. |                                                    | 8. Juni 1976     |
| 80002578    | Center Square/Hudson-Park Historic District                    | grob begrenzt von Park Ave., State, Lark und S. Swan St.                                                                               |                                                    | 18. März 1980    |
| 71000517    | Cherry Hill                                                    | S. Pearl St. zwischen 1st und McCarthy Ave.                                                                                            |                                                    | 18. Feb. 1971    |
| 78001836    | Church of the Holy Innocents                                   | 275 N. Pearl St. |                                                    | 31. Jan. 1978    |
| 88001445    | Clinton Avenue Historic District                               | entlang der Clinton Ave. zwischen Quail und N. Pearl St.                                                                               |                                                    | 1. Sep. 1988     |
| 72000813    | Delaware and Hudson Railroad Company Building                  | The Plaza an der State St. |                                                    | 16. März 1972    |
| 80002579    | Downtown Albany Historic District                              | Broadway, State, Pine, Lodge und Columbia St.                                                                                          |                                                    | 31. Jan. 1980    |
| 74001214    | First Reformed Church                                          | 56 Orange St. |                                                    | 21. Jan. 1974    |
| 73001156    | First Trust Company Building                                   | 35 State St. |                                                    | 18. Jan. 1973    |
| 93001620    | Fort Orange Archeological Site                                 | Kreuzung von Interstate 787, US 9 und US 20                                                                                            |                                                    | 4. Nov. 1993     |
| 76001204    | James Hall Office                                              | Lincoln Park |                                                    | 8. Dez. 1976     |
| 96000559    | Harmanus Bleecker Library                                      | 161 Washington Ave. |                                                    | 16. Mai 1996     |
| 01000247    | Hook and Ladder No. 4                                          | Delaware Ave. |                                                    | 12. März 2001    |
| 94001542    | Jamestown Armory                                               | 34 Porter Ave. | Army National Guard Armories in New York State MPS | 12. Jan. 1995    |
| 08000138    | Knox Street Historic District                                  | Knox St. zwischen Madison Ave. und Morris St.                                                                                          |                                                    | 5. März 2008     |
| 78001837    | Lafayette Park Historic                                        | grob begrenzt von State, Swan, Elk, Spruce, Chapel und Eagle St.                                                                       |                                                    | 15. Nov. 1978    |
| 00001278    | Lil’s Diner                                                    | 893 Broadway |                                                    | 6. Nov. 2000     |
| 82003343    | Mansion Historic District                                      | grob begrenzt von Park Ave., Pearl, Eagle und Hamilton St.                                                                             |                                                    | 30. Sep. 1982    |
| 03000021    | A. Mendelson and Son Company Building                          | 40 Broadway |                                                    | 6. Juni 2003     |
| 02000137    | Walter Merchant House                                          | 188 Washington Ave. |                                                    | 6. März 2002     |
| 04000999    | Stephen and Harriet Myers House                                | 194 Livingston Ave. |                                                    | 30. Nov. 2004    |
| 93001536    | New Scotland Avenue (Troop B) Armory                           | 130 New Scotland Ave. | Army National Guard Armories in New York State MPS | 28. Jan. 1994    |
| 71000518    | New York Executive Mansion                                     | 138 Eagle St. |                                                    | 18. Feb. 1971    |
| 71000519    | New York State Capitol                                         | Capitol Park |                                                    | 18. Feb. 1971    |
| 71000520    | New York State Court of Appeals Building                       | Eagle St. zwischen Pine und Columbia St.                                                                                               |                                                    | 18. Feb. 1971    |
| 71000521    | New York State Department of Education Building                | Washington Ave. zwischen Hawk und Swan St.                                                                                             |                                                    | 18. März 1971    |
| 74001215    | Nut Grove                                                      | McCarty Ave. |                                                    | 30. Juli 1974    |
| 72000814    | Old Post Office                                                | Nordostecke von Broadway und State St.                                                                                                 |                                                    | 20. Jan. 1972    |
| 74001216    | Onesquethaw Valley Historic District                           | etwa 15 km südwestlich von Albany abseits NY 43                                                                                        |                                                    | 17. Jan. 1974    |
| 79003235    | Palace Theatre                                                 | 19 Clinton Ave. | Movie Palaces of the Tri-Cities TR                 | 4. Okt. 1979     |
| 72000815    | Pastures Historic District                                     | begrenzt im Norden von der Madison Ave., im Osten durch die Green St., im Süden durch South Ferry St. und im Westen durch S. Pearl St. |                                                    | 16. März 1972    |
| 72000816    | Quackenbush House                                              | 683 Broadway |                                                    | 19. Juni 1972    |
| 83001634    | Quackenbush Pumping Station, Albany Water Works                | Quackenbush Sq. |                                                    | 30. Juni 1983    |
| 02001620    | Rapp Road Community Historic District                          | Rapp Rd. |                                                    | 27. Dez. 2002    |
| 66000569    | Saratoga National Historical Park                              | 45 km nördlich von Albany über US 4 und NY 32                                                                                          |                                                    | 15. Okt. 1966    |
| 67000008    | Philip Schuyler Mansion                                        | Clinton und Schuyler St. |                                                    | 24. Dez. 1967    |
| 84002062    | South End-Groesbeckville Historic District                     | grob begrenzt von Elizabeth, 2nd und Morton Aves., Pearl und Franklin St.                                                              |                                                    | 13. Sep. 1984    |
| 04001447    | St. Andrew’s Episcopal Church                                  | 10 N. Main Ave. |                                                    | 7. Jan. 2005     |
| 77000933    | St. Mary’s Church                                              | 10 Lodge St. |                                                    | 14. Juli 1977    |
| 72000817    | St. Peter’s Church                                             | 107 State St. |                                                    | 16. März 1972    |
| 71000522    | Ten Broeck Mansion                                             | 9 Ten Broeck Pl. |                                                    | 12. Aug. 1971    |
| 76001205    | United Traction Company Building                               | 598 Broadway |                                                    | 24. Mai 1976     |
| 98000393    | USS Slater (Destroyer Escort)                                  | Port of Albany |                                                    | 7. Mai 1998      |
| 07000291    | Van Ostrande-Radliff House                                     | 48 Hudson Ave. |                                                    | 10. Jan. 2008    |
| 95000077    | Washington Avenue (Tenth Battalion) Armory                     | 195 Washington Ave. | Army National Guard Armories in New York State MPS | 2. März 1995     |
| 72000818    | Washington Park Historic District                              | Washington Park and surrounding properties                                                                                             |                                                    | 19. Juni 1972    |
| 71000523    | Whipple Cast and Wrought Iron Bowstring Truss Bridge           | 1000 Delaware Ave. |                                                    | 18. März 1971    |
| 78001838    | Young Men’s Christian Association Building                     | 60-64 N. Pearl St. |                                                    | 2. Nov. 1978     |

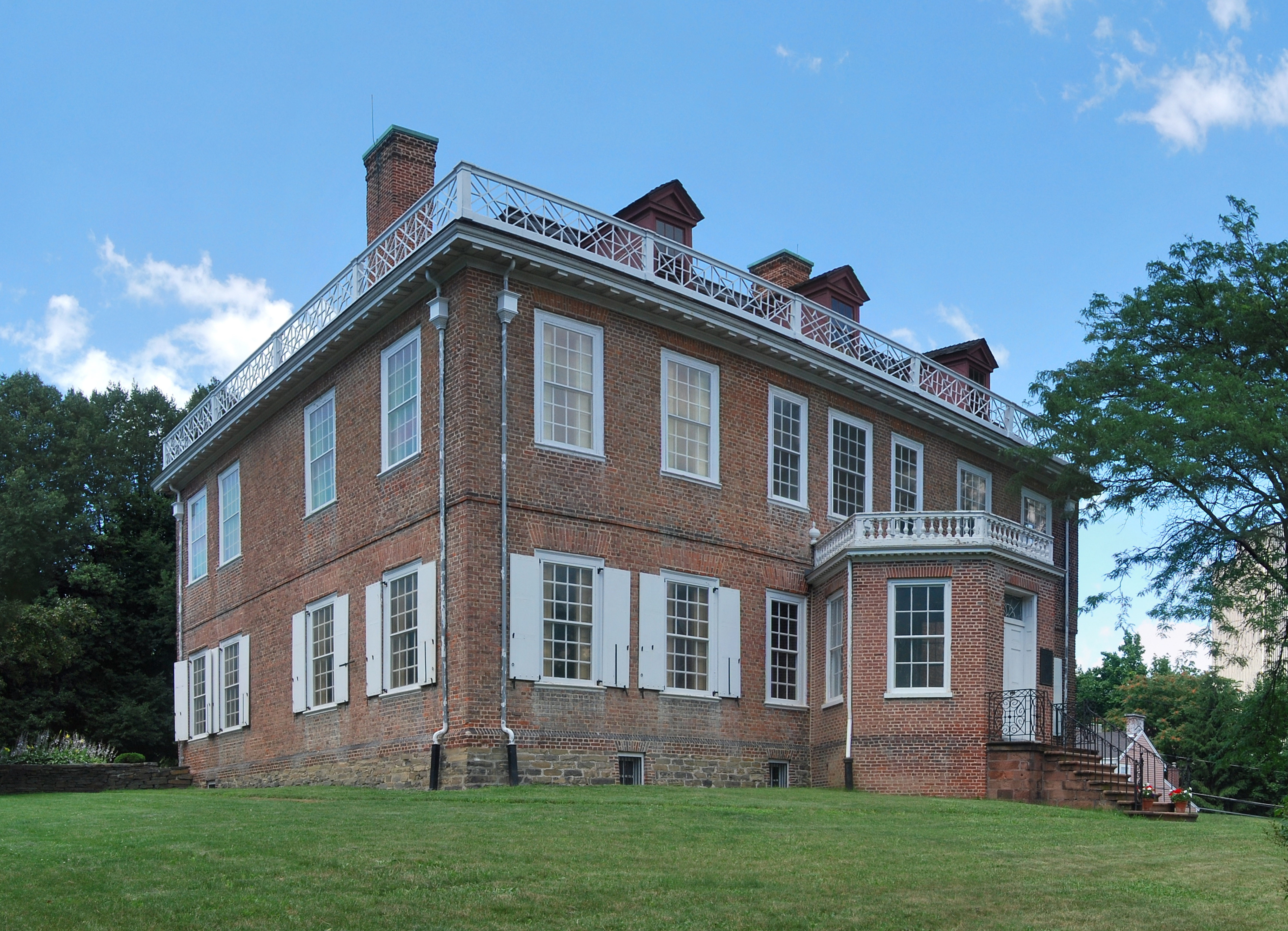
Schuyler Mansion (2011)

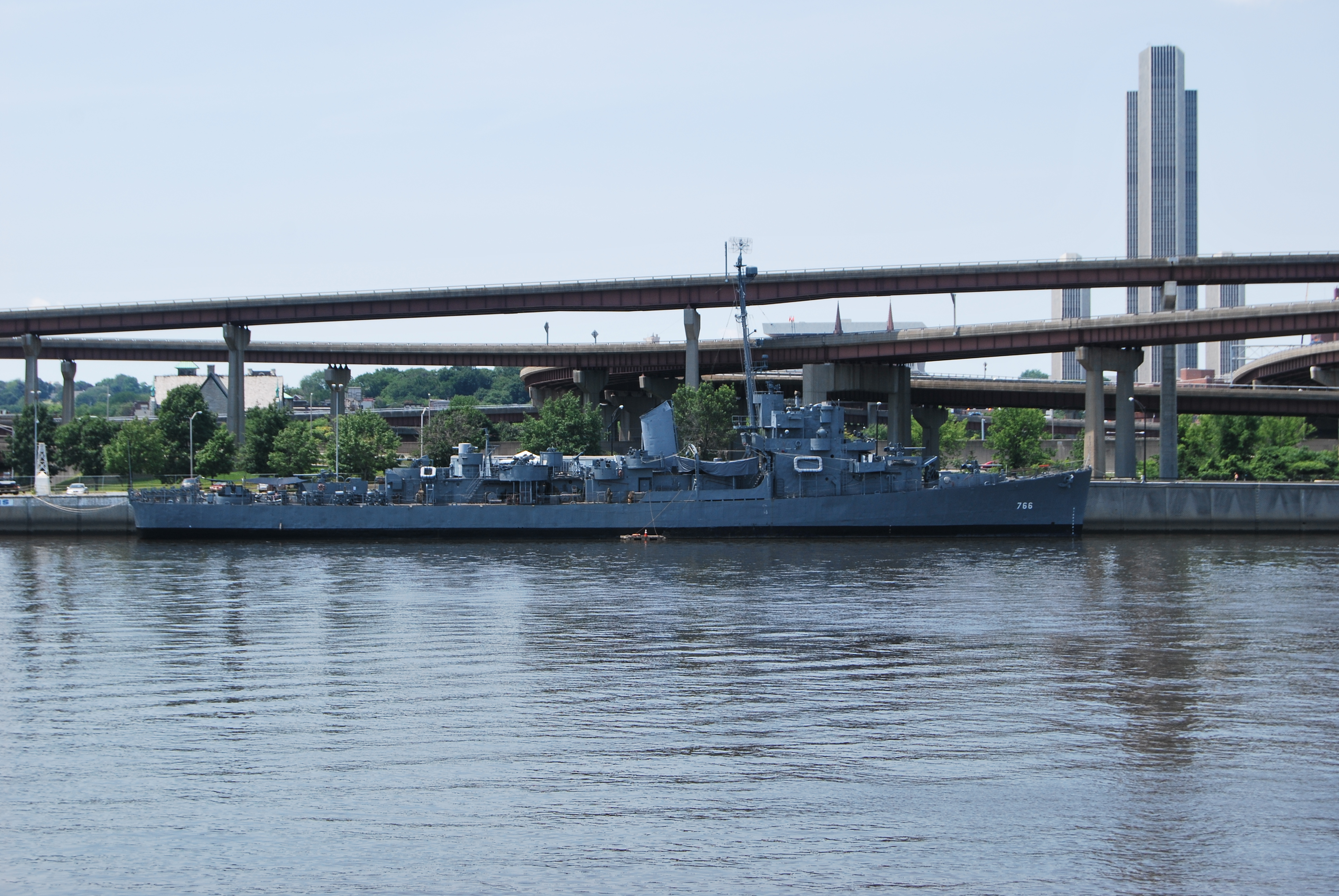
USS Slater (2011)

Der National Park Service weist für Albany sieben National Historic Landmarks aus, darunter das New York State Capitol, den Eriekanal, der Geleitzerstörer USS Slater und die Schuyler Mansion. 63 Bauwerke und Stätten der Stadt sind im National Register of Historic Places (NRHP) eingetragen (Stand 8. November 2018).

### Demographie
Nach dem Zensus 2010 hatte Albany rund 98.000 Einwohner. Die Bevölkerung setzte sich zusammen aus 63 Prozent Weißen, 28 Prozent Schwarzen, 5,6 Prozent Latinos und 3,3 Prozent Asiaten. Von den Einwohnern stammten 17 Prozent von Iren ab, 12 Prozent von Italienern und 11 Prozent von Deutschen.

## Wirtschaft und Infrastruktur

### Verkehr
Die Autobahn I-87 verbindet Albany nach Süden mit New York City und nach Norden mit Montreal in Kanada. Die Autobahn I-90 verbindet die Stadt nach Osten mit Springfield in Massachusetts und nach Westen mit Syracuse. Nordwestlich der Stadt liegt der Albany International Airport. Es gibt Zugverbindungen mit Amtrak nach Süden (New York City), nach Norden (Montreal), nach Rutland in Vermont, nach Westen zu den Niagara-Fällen, Toronto und Chicago, und östlich nach Boston.

### Bildung
In Albany befinden sich die State University of New York at Albany (auch SUNY Albany oder University at Albany genannt) und im Vorort Loudonville das Siena College.

## Sport
Seit 1979 findet in Albany der Freihofer’s Run for Women statt, einer der bedeutendsten Frauen-Straßenläufe weltweit.

## Religion
Albany ist Sitz des 1847 errichteten römisch-katholischen Bistums Albany. Die Kathedrale Immaculate Conception wurde 1852 fertiggestellt.

## Persönlichkeiten

### Söhne und Töchter der Stadt
- Philip Livingston (1716–1778), Händler, Politiker und Unterzeichner der Unabhängigkeitserklärung der Vereinigten Staaten
- William Livingston (1723–1790), erster Gouverneur von New Jersey und einer der Unterzeichner der Verfassung der Vereinigten Staaten
- Philip Schuyler (1733–1804), General der Kontinentalarmee im Amerikanischen Unabhängigkeitskrieg und Vertreter New Yorks im US-Senat
- Peter Gansevoort (1749–1812), Oberst der Kontinentalarmee im Amerikanischen Unabhängigkeitskrieg 1775–1781
- Henry S. Thibodaux (1769–1827), Politiker
- Joseph Henry (1797–1878), Physiker, namensgebend für die physikalische Einheit „Henry“
- Jane Stanford (1828–1905), Philanthropin, Mitgründerin der Stanford University
- Daniel Manning (1831–1887), Journalist, Geschäftsmann und Politiker
- Philip Sheridan (1831–1888), General der Unionsarmee im Sezessionskrieg 1861–1865
- John Cooney (1836–1894), Rechtsanwalt und Politiker
- Homer Dodge Martin (1836–1897), Landschaftsmaler
- Bret Harte (1836–1902), Schriftsteller
- Charles Dwight Sigsbee (1845–1923), Marineoffizier der US Navy, Kommandant der Maine
- Jonathan Scott Hartley (1845–1912), US-amerikanischer Bildhauer
- Charles Warren Eaton (1857–1937), bildender Künstler
- William C. Redfield (1858–1932), Handelsminister der Vereinigten Staaten
- Learned Hand (1872–1961), Richter und Rechtsphilosoph
- John Rathbone Oliver (1872–1943), Psychiater, Medizinhistoriker und Geistlicher
- Charles Fort (1874–1932), Autor
- Edith Schwartz Clements (1874–1971), Botanikerin und botanische Illustratorin
- Sanford A. Moeller (1879–1961), Schlagzeuger und Musikpädagoge
- Alice Morgan Wright (1881–1975), Bildhauerin, Frauen- und Tierrechtlerin
- Lemuel Whittington Gorham (1885–1968), Internist
- Leslie R. Groves (1896–1970), Generalleutnant der US Army und militärischer Leiter für die Entwicklung der ersten Atombombe
- Kay Sage (1898–1963), surrealistische Künstlerin und Schriftstellerin
- Charles B. Williams (1898–1958), Drehbuchautor und Schauspieler
- Donald Prentice Booth (1902–1993), Generalleutnant der United States Army
- Mort Stulmaker (1906–1988), Jazzmusiker
- John Joseph Thomas Ryan (1913–2000), Erzbischof von Anchorage und Militärbischof
- John Rodgers (1914–2004), Geologe
- Andy Rooney (1919–2011), Radio- und TV-Journalist und Autor
- John W. Pauly (1923–2013), General der United States Air Force
- Allen Mandelbaum (1926–2011), Professor der italienischen Literatur
- William Joseph Kennedy (* 1928), Schriftsteller
- Marion Zimmer Bradley (1930–1999), Schriftstellerin
- John Furlong (1933–2008), Schauspieler
- Stanley Falkow (1934–2018), Mikrobiologe
- Pete Turner (1934–2017), Fotograf
- Thomas Michael Whalen III (1934–2002), Politiker
- James D. Cockcroft (1935–2019), Soziologe und politischer Aktivist
- Robert Chazan (1936–2024), Historiker
- Stephen A. Geller (* 1938), jüdischer Theologe
- William Devane (* 1939), Schauspieler
- Kent Mitchell (* 1939), Ruderer
- Joseph E. DeFrancisco (* 1942), Generalleutnant der United States Army
- Richard E. Hawley (* 1942), General der United States Air Force
- John Hilton (1942–2017), Footballspieler
- Martin Seligman (* 1942), Psychologe
- Robert Langer (* 1948), Chemieingenieur und Professor am MIT
- Bruce J. MacFadden (* 1949), Wirbeltierpaläontologe
- Bert Sommer (1949–1990), Musiker, Songschreiber und Schauspieler
- Larry Connor (* 1950), Unternehmer, Pilot, Rennfahrer, Philanthrop und Raumfahrer
- John McTiernan (* 1951), Filmregisseur und Produzent von Actionfilmen
- Paul Krugman (* 1953), Volkswirt und Nobelpreisträger für Wirtschaftswissenschaften
- Jan Kerouac (1952–1996), Schriftstellerin
- Gregory Maguire (* 1954), Schriftsteller
- Carolee Carmello (* 1962), Schauspielerin
- Scott Pladel (* 1962), Bobsportler
- Nicole Passonno Stott (* 1962), Astronautin
- John Minnock (≈1965–2024), Jazzmusiker und Betriebswirt
- Kirsten Gillibrand (* 1966), Politikerin und Senatorin
- Curt Schreiner (* 1967), Biathlet
- Ralph Tortorici (ca. 1968–1999), Geiselnehmer
- Vijay Iyer (* 1971), Jazz-Pianist und Komponist
- Stefon Harris (* 1973), Jazz-Vibraphonist
- Clancy Newman (* 1977), Cellist und Komponist
- Ashton Holmes (* 1978), Schauspieler
- Chad Michael Collins (* 1979), Schauspieler, Filmproduzent und Synchronsprecher
- Shane Jones (* 1980), Autor und Poet
- Marc Cavosie (* 1981), Eishockeyspieler
- Christopher Beckmann (* 1986), Skirennläufer
- Dion Lewis (* 1990), American-Football-Spieler
- Rudy Winkler (* 1994), Hammerwerfer
- Kevin Huerter (* 1998), Basketballspieler

### Persönlichkeiten, die vor Ort gewirkt haben
- Christian Heinrich Friedrich Peters (1813–1890), deutsch-amerikanischer Astronom, entdeckte insgesamt 48 Asteroiden, arbeitete zeitweise am Observatorium von Albany.
- Herman Melville (1819–1891), Schriftsteller (Moby-Dick), lebte zwischen 1830 und 1838 in Albany.
- Isaac Mayer Wise (1819–1900), tschechisch-amerikanischer Rabbiner, war als Rabbiner in der jüdischen Gemeinde Albanys tätig.
- Albert Uffenheimer (1876–1941), deutscher Arzt, 1938 aus Deutschland vertrieben, war ab 1940 Dozent am Siena College.
- Nick Brignola (1936–2002), Musiker, verstarb in Albany.
- Israel Tsvaygenbaum (* 1961), russisch-amerikanischer Künstler, lebt in der Stadt.

## Partnerstädte
Albany hat als Partnerstädte:
| Stadt    | Land                    |
| -------- | ----------------------- |
| Nassau   | New Providence, Bahamas |
| Nijmegen | Gelderland, Niederlande |
| Québec   | Kanada                  |
| Tula     | Russland                |
| Verona   | Venetien, Italien       |

## Marskrater
Nach Albany ist ein Marskrater benannt.